# Osceola (Iowa)
Osceola város az USA Iowa államában. Lakosainak száma 5415 fő (2020. április 1.).

## Közlekedés

### Vasút
A települést napi egy pár California Zephyr néven futó Amtrak távolsági vonatjárat érinti.

## Népesség
A település népességének változása:
| Lakosok száma | 4659 | 4929 | 5415 |
|               | 2000 | 2010 | 2020 |